# Adventurequest
AdventureQuest (också känt under hemsidenamnet battleon eller bara AQ) är ett online enpersons datorrollspel skapat av Artix Entertainment 2002. Man måste ladda ned Artix Game Launcher för att spela det.
Varje konto (account) kan ha upp till 5 spelfigurer. Spelaren kan engagera sig i strider mot monster i rundor för att kunna få erfarenhetspoäng (XP/Experience points på engelska) och guld. Figurerna har en stridsnivå (level) och 6 olika status att träna, och några har en specifik klass.
Spelarna använder guld för att köpa vapen, rustningar, sköldar, trollformler, husdjur och annat som kan hjälpa till i strider. 
Det finns många områden som man kan utforska, speciella händelser som högtider och krig och många olika monster och uppdrag för spelaren att klara.
Spelarna får spela en begränsad version av AdventureQuest fritt (fria spelare kallas Adventurers), eller betala en engångskostnad på $19.95 (ca 180 kr) för att bli en "Guardian" och låsa upp fler tillgångar. En X-Boost, som kostar ytterligare $5, om det köps med Guardianskapet, och $9.95 för redan existerande Guardian ger spelare 10% mer XP per strid och några andra bonusar. Guardians får också spela ArchKnight, ett annat spel baserat på AdventureQuest. Eftersom det är en gräns för antalet fria spelare som kan logga in och spela samtidigt, och för att den fria versionen av spelet är väldigt begränsad, klassar en del den fria versionen bara som ett fritt demo, istället för ett webb RPG.

## Historia
Artix Entertainment skapades 2002 av Adam Bohn, införde en serverkapacitet i maj 2004, en månad före AdventureQuest nådde 1.000.000 spelare.
Allt eftersom AdventureQuest blev större, lade Artix Entertainment till flera metoder för att betala i spelet, t.ex. X-Guardianskap (i oktober 2005) och Z-Tokens (i juni 2006), och släppte andra spel, t.ex. Dragonfable (26 juli 2005), ArchKnight och ZardWars.

## Spelet

### Strider
Mycket av AdventureQuest går ut på att utkämpa strider mot monster. I en strid turas spelaren och monstret om att attackera varandra för att sänka motståndarens hälsa (HP).
När det är spelarens tur kan man attackera med sitt vapen, kasta en trollformel, dricka en trolldryck, använda ett föremål, eller försöka smita. Innan man gör sitt val kan man ändra sitt vapen, sköld, rustning eller husdjur. När det är monstrets tur kan det bara attackera, men några monster har specialförmågor, som t.ex. att hela sig.
Vid några tillfällen kan spelaren frysa, blända, paralysera eller skrämma monstret.
Både spelare och monster har en "försvarsmätare" för alla 8 element; en högre försvarsmätare betyder att en attack med det elementet gör mer skada, och en lägre att den gör mindre skada. Det finns också en försvarsmötare för de 3 attackmetoderna: melee, ranged och magic; en lägre siffra betyder att det är större chans att träffa med den typen av attack. Spelare byter ofta sin figurs vapen, sköld och rustning beroende på monstrets defensemätare.
Sex stats påverkar mängden skada som utdelas och som tas emot, likaledes sannolikheten att ett anfallande monster kan stå emot. Dessutom kan man ha husdjur eller gäster som assisterar spelaren genom att ge den bonusar, såsom extra skador eller mer liv. Strategisk användning av trollformler och föremål kan ge spelaren fördelar.
När ett monsters HP har blivit 0 dör monstret, och spelaren blir belönad med erfarenhetspoäng och guld. Ibland, men inte alltid, får den också lite Z-Tokens. Om spelarens HP blir 0 dör denne, och måste prata med en icke-spelbar figur kallad 'Death' för att få återvända till staden. Antal gånger man dör sparas i spelets databas.

### Affärer och tillbehör
Det finns sex typer av tillbehör som ökar spelarens effektivitet i en strid:
- Vapen används för att attackera och göra skada på monstret.
- Sköldar påverkar spelarens försvar.
- Rustningar, liksom sköldar, ger en försvarsbonus och ibland en dubbelattack.
- Saker t.ex. drycker som helar.
- Trollformler ('spells') är ett annat sätt att attackera på.
- Husdjur ger en extraattack eller andra bonusar.

AdventureQuest har många affärer där man kan köpa utrustning för guld. Varje del av en utrustning har en minimumnivå (level), som man måste vara på för att kunna köpa utrustningen. Spelaren kan ha 8 stycken av varje utrustningstyp. De flesta utrustningarna är specialiserade på ett av 8 element (eld, vatten, vind, is, jord, el, ljus och mörker), men några utrustningar är inte specialiserade på något element.

### Uppdrag, evenemang och utmaningar
De vanligaste striderna är slumpmässiga strider, genom att klicka på "Battle monsters" kommer man in i en slumpmässig strid. Om striden blir vunnen kommer spelaren tillbaka till Battleon där den kan bli helad av en NPC som kallas Twilly.
Vid sidan av slumpmässiga strider kan spelaren utföra uppdrag. Uppdrag är mer utmanande, då man möter flera monster, och man får vanligtvis inte valet att hela sig mellan striderna. Några uppdrag ger fler utmaningar, t.ex. att rulla en tärning och bara kunna fortsätta om det blir ett tillräckligt högt tal.
Många uppdrag startas genom att man pratar med en NPC eller genom att utforska regioner på kartan. Evenemang är uppdrag som bara finns en liten tid. Det är några evenemang baserade på olika helgdagar, t.ex. Mogloween (halloween) och Frostvale (jul). Och engångshändelser, som t.ex. krig. I utmaningar ska spelaren försöka besegra så många monster som möjligt, men till motsats till uppdrag får man inget pris och det är ingen berättelse.

### Stats
Spelaren har sex olika stats som kan ändra framgången i en strid:
Spelarens statistik
- Styrka (STR) ökar skadan för melee- och rangedattacker, och träffsäkerheten för meleeattacker.
- Smidighet (DEX) ökar skadan för ranged (och melee) attacker, och träffsäkerheten för alla typer av attacker, samt förmågan att blockera attacker.
- Intellekt (INT) ökar skadan för magiattacker, träffsäkerheten för magiattacker, och spelarens max MP.
- Endurance (END) ökar figurens max HP.
- Charisma (CHA) ökar skadan och träffsäkerheten för husdjur och gäster.
- Tur (LUK) ökar figurens chans att få attackera först i en strid, hitta en skattkista, blockera monstrets attack och ökar träffsäkerheten för alla attacktyper.

För varje nivå (level) en spelare når får den 5 statpoäng. De kan tränas genom att betala en tränare och besegra dem i strid.
Om en spelare ångrar en stat, kan man "oträna" den staten genom att göra uppdraget "Death's Domain" och förlora mot "Sir Pwnsalot" i en strid. Pengarna som spelaren använde för att träna staten går förlorade.

## Guardianskap
Guardianskap är en "premium"version av AdventureQuest, vilket spelare kan köpa för en engångskostnad. Allteftersom AdventureQuest har växt, har Artix Entertainment ökat kostnaden flera gånger; den 22 oktober 2006 kostade Guardianskap $19.95 ≈170 kr, vilket kan betalas genom att använda kreditkort, PayPal, eller PayByCash. Spelare som har köpt denna premiumversion kallas "Guardians", medan de som spelar den fria versionen kallas "Adventurers".
Denna premiumversion ger spelaren många fördelar. Den ger tillgång till många fler quester, evenemang, krig och platser. Många vapen, rustningar, sköldar, husdjur och andra saker i spelet är bara tillgängliga för Guardians. Förutom att Guardians får starta med 2 hälsa och manadrycker (istället för en av varje typ för Adventurers), Guardians har bättre startvapen, och kan träna upp till nivå 10 i varje klass (istället för 5 för Adventurers). Och de kan logga in när som helst, oavsett serverkapaciteten som begränsar antalet Adventurers som kan spela samtidigt.

### X-Guardian boost
X-Guardian boost (eller bara X-Boost) infördes i oktober 2005, och ger spelaren fler tillgångar, inklusive en extra 10% XP per strid, 10 000 fria guld, 200 fria Z-Tokens och fler startdrycker. Det kan köpas med Guardianskap för en extra $5.00, och kostar $9.95 för existerande Guardians. Guardians som har köpt X-Boosten kallas X-Guardians.

### Z-Tokens
Z-Tokens infördes juni 2006 för att ersätta det gamla doneringssystemet, de är sällsynta mynt, vilka spelare kan hitta ibland efter strider. Man kan även köpa Z-Tokens för riktiga pengar, t.ex. kostar 2000 Z-Tokens $9.95.
Spelare kan konvertera Z-Tokens till guld för 3000 guld för 200 Z-Tokens, eller använda Z-Tokens för att köpa vapen, sköldar, rustningar och husdjur vilka är kraftfullare än det man kan köpa med guld. Man kan också köpa utrymme för vapen och andra saker för 200 Z-Tokens per plats.

### Andra Artixspel
Som tillägg till AdventureQuest har Artix Entertainments släppt flera andra spel, vilka bara Guardians kan spela. ZardWars är ett spel som liknar AdventureQuest. ArchKnight är ett minispel som kom flera år före AdventureQuest. DragonFable, som släpptes 26 juli 2005, fortsätter berättelsen från ArchKnight. Nyligen öppnades DragonFable för icke-Guardians, där spelare kan köpa en Dragon Amulet, jämförbart med Guardianskap. Artix Entertainment arbetar med att göra AssaultMecha, ett nytt spel där spelarna kan kontrollera "mechs" (mekaniserade fordon) och en serie av minispel med en helt ny webbsida.